# 亢得时
亢得时（－1659年），漢軍旗，山西省太原府人(今山西太原市)，清朝官員，順治年間漕运事務的高級官員。

## 簡介
於正史中無傳。經郭劍化在《河南通志》（雍正）、《山西通志》（雍正）、《續修崞縣志》（光緒）、《山西通志》（光緒）的考證，推得亢得時為山西崞縣人，在天聰八、九年間為皇太極
「擄獲」，隸漢軍旗，於文館內辦事。先後任河南巡撫、右副都御史、順治十四年任漕運總督兼兵部尚書，順治十六年對抗鄭成功，兵敗，投水自殺。